# Station Cluses
Station Cluses is een spoorwegstation in de Franse gemeente Cluses.

## Treindiensten
| Serie | Treinsoort                | Route | Bijzonderheden |
| ----- | ------------------------- | --- | -------------- |
| L3    | Léman Express (CFF, SNCF) | Coppet – Genève-Cornavin – Annemasse (– La Roche-sur-Foron (– Cluses (– Saint-Gervais-les-Bains-Le Fayet))) |                |